# Tommaso Baldini
Tommaso Baldini (Firenze, 24 novembre 1870 – Pescia, 2 dicembre 1925) è stato un pittore e restauratore italiano.

## Biografia
Nato da una famiglia originaria del borgo di Fibbialla, sulla montagna di Pescia, compì gli studi all'Istituto tecnico e, poi, all'Accademia di belle arti di Firenze, ove conobbe il celebre pittore Giovanni Fattori, di cui fu discepolo. Nel 1889 espose le sue prime opere pittoriche a Firenze, in seguito a Venezia, per più occasioni. 
Fu un attivo restauratore di opere d'arte antiche, tra cui gli affreschi nel Cappellone degli Spagnoli a Firenze e nel Palazzo comunale di San Gimignano. Lavorò pure nel Duomo di Massa Marittima, in palazzi e chiese di Siena e nel duomo di Pisa.
Morì a Pescia, dove stava eseguendo i lavori di restauro agli affreschi quattrocenteschi della chiesa monumentale di San Francesco.
Fu sepolto nel piccolo cimitero di Fibbialla.